# Coupe des Étoiles du Qatar de football
La Coupe des Étoiles du Qatar, dont le nom officiel est Qatari Stars Cup et pour des raisons de parrainage Ooredoo Cup, est une compétition qatari de football à élimination directe.

## Histoire
Cette compétition est fondée en 2009 et a pour but principal de donner aux clubs plus de matchs compétitifs au cours de la saison. Elle est strictement réservée aux clubs évoluant en Qatar Stars League, première division du pays.
Elle connaît un arrêt de trois ans, entre 2014 et 2017.

## Format
La Qatari Stars Cup se déroule pendant les pauses du championnat. Les équipes premières des clubs peuvent participer mais également les moins de 23 ans ainsi que les moins de 19 ans.
Elle commence par une phase de poules divisée en deux groupes. Les équipes sont versées dans les groupes en fonction de leurs classements en championnat lors de la saison précédente. Une seconde phase à élimination directe conduit à la finale.

## Palmarès

### Palmarès par édition
| N° | Édition   | Vainqueur     | Score                    | Finaliste         |
| -- | --------- | ------------- | ------------------------ | ----------------- |
| 1  | 2009      | Al-Gharafa SC | 5 - 0                    | Al Ahli SC        |
| 2  | 2010      | Al-Sadd SC    | 1 - 0                    | Umm Salal SC      |
| 3  | 2011-2012 | Al-Wakrah SC  | 0 - 0 a. p. (10 - 9 tab) | Al Kharitiyath SC |
| 4  | 2012-2013 | El Jaish SC   | 2 - 0                    | Al-Arabi SC       |
| 5  | 2013-2014 | Qatar SC      | 3 - 2                    | Al-Sadd SC        |
|    | 2014-2017 | Non tenu      | Non tenu                 | Non tenu          |
| 6  | 2017-2018 | Al-Gharafa SC | 3 - 2                    | Al-Rayyan SC      |
| 7  | 2018-2019 | Al-Gharafa SC | 1 - 0                    | Al-Duhail SC      |
| 8  | 2019-2020 | Al-Sadd SC    | 4 - 0                    | Al-Arabi SC       |
| 9  | 2020-2021 | Al-Sailiya SC | 2 - 0                    | Al-Rayyan SC      |
| 10 | 2021-2022 | Al-Sailiya SC | 5 - 4                    | Al-Wakrah SC      |
| 11 | 2022-2023 | Al-Duhail SC  | 1 - 0                    | Umm Salal SC      |
| 12 | 2023-2024 | Umm Salal SC  | 4 - 4 (3 - 1 tab)        | Al-Arabi SC       |
| 13 | 2024-2025 | Al-Duhail SC  | 2 - 1                    | Al-Arabi SC       |

### Palmarès par club
| Rang | Clubs         | Titres | Finales perdues | Finales disputées |
| ---- | ------------- | ------ | --------------- | ----------------- |
| 1    | Al-Gharafa SC | 3      | 0               | 3                 |
| 2    | Al-Sadd SC    | 2      | 1               | 3                 |
| 2    | Al-Duhail SC  | 2      | 1               | 3                 |
| 4    | Al-Sailiya SC | 2      | 0               | 2                 |
| 5    | Umm Salal SC  | 1      | 2               | 3                 |
| 6    | Al-Wakrah SC  | 1      | 1               | 2                 |
| 7    | El Jaish SC   | 1      | 0               | 1                 |
| 7    | Qatar SC      | 1      | 0               | 1                 |